# Waltenschwil
Waltenschwil (schweizertyska: Waltischwyl) är en ort och kommun i distriktet Muri i kantonen Aargau, Schweiz. Kommunen har 3 159 invånare (2023).